# Pfarrkirche Barwies

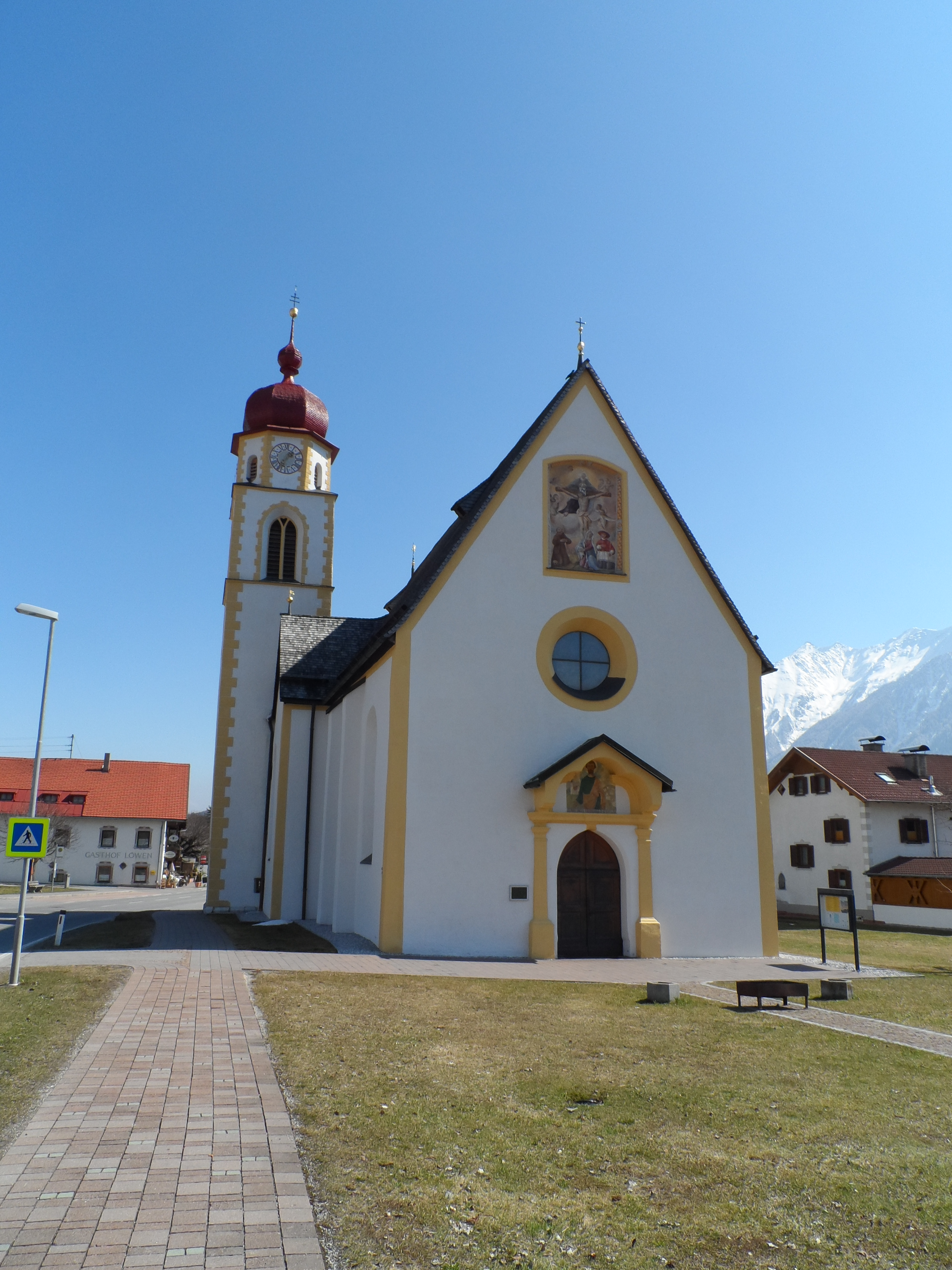
Pfarrkirche Barwies

Die römisch-katholische Pfarrkirche Barwies steht auf dem Dorfanger in Barwies in der Gemeinde Mieming im Bezirk Imst in Tirol. Die Pfarrkirche hl. Dreifaltigkeit gehört zum Dekanat Silz in der Diözese Innsbruck. Die Kirche steht unter Denkmalschutz.

## Geschichte
Der Kirchenbau wurde 1617 vom Erzherzog Karl und seiner Frau Sybilla gestiftet und 1698 geweiht. Die Kirche wurde 1967 zur Pfarrkirche erhoben. Von 1972 bis 1975 war eine Restaurierung.

## Architektur
Das Langhaus und der polygonal schließende Chor zeigen Strebepfeiler und gemalte Ecklisenen und leicht spitzbogige Fenster. Der Turm an der Chornordseite hat eine gemalte Eckquadrierung, ein mit Gesims abgesetztes Glockengeschoß mit zweibahnigen Spitzbogenfenstern mit Maßwerknasen und schließt mit einem Achteckgeschoß mit Zwiebelhelm ab. Die Sakristei ist südlich angebaut. Die Westfassade hat ein spitzbogiges Portal mit Pilastern mit Gebälk und Giebeldach gerahmt, darüber ein Rundfenster, und darüber im Giebel eine Blendnische mit einem barocken Gemälde Kruzifix, Schmerzhafte Mutter, Franziskus und Hieronymus aus der zweiten Hälfte des 18. Jahrhunderts. An der Turmostseite ist ein Fresko Christophorus vom Maler Raimund Wörle (1955).
Das Kircheninnere zeigt sich als vierjochiges Langhaus, das östliche Joch ist querschiffartig erweitert, mit einem rundbogigen Triumphbogen und einem zweijochigen Chor mit 3/8-Schluss. Die Kirche ist mit einem Tonnengewölbe mit Stichkappen auf Pilastern mit Kompositkapitellen überwölbt. Der Gewölbestuck mit Gurten, Stichkappenrahmungen, Oval- und Vierpassfeldern mit Blattleisten, Fruchtgehänge, Rosetten, Puttenköpfen und Engeln stammt aus dem Ende des 17. Jahrhunderts. Die Westempore ist dreiachsig kreuzgratgewölbt auf Säulen und hat an der Brüstung Stuckfelder.

## Ausstattung
Der Hochaltar zeigt das Altarbild Dreifaltigkeit vom Maler Ferdinand Maas (1865) und trägt die Statuen Judas Thaddäus und Jakobus minor aus der zweiten Hälfte des 18. Jahrhunderts. Das Oberbild Gabriel entstand um 1700. Der Tabernakel ist im Stil des Rokoko. Der linke Seitenaltar entstand um 1685/1690 und zeigt das Bild Kreuzauffindung der hl. Helena vom Maler Egyd Schor und trägt die Statuen Diakon und Isidor aus dem 18. Jahrhundert. Der rechte Seitenaltar aus der ersten Hälfte des 18. Jahrhunderts zeigt das Bild der 14 Nothelfer aus dem Ende des 17. Jahrhunderts. Ein Hausaltärchen um 1700 trägt die Statuette einer Mondsichelmadonna. Es gibt ein Kruzifix um 1700.
Die Orgel baute 1924 Karl Reinisch und verwendete ein barockes Gehäuse aus dem 18. Jahrhundert. Eine Glocke goss 1617 Wolfgang Neidhart.